# کیو سیتی (کالیفرنیا)
کیو سیتی (به انگلیسی: Cave City) یک منطقهٔ مسکونی در ایالات متحده آمریکا است که در شهرستان کالاوراس، کالیفرنیا واقع شده‌است. کیو سیتی ۴۹۴ متر بالاتر از سطح دریا واقع شده‌است.